# 倫敦交通擁擠稅

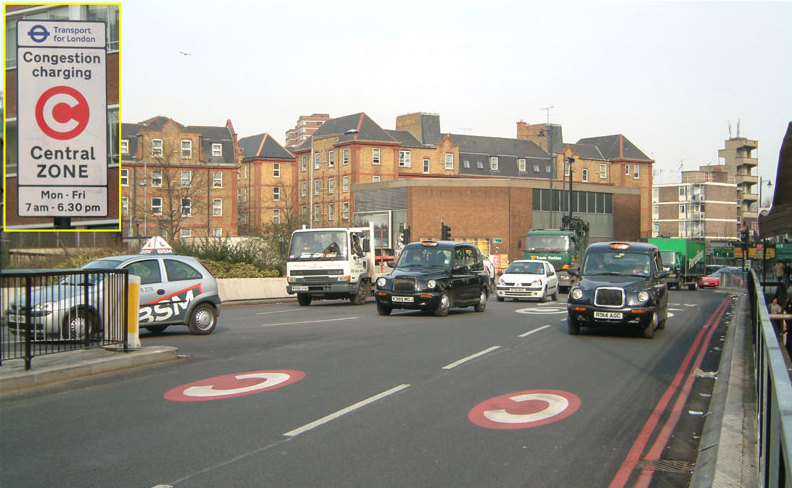
倫敦老街馬路印上C字樣以提示進入擁擠稅範圍

倫敦交通擁擠稅（英語：London congestion charge，正式名稱是倫敦交通擁擠附加費）是英國倫敦都會區政府針對汽車進入市內的額外收費，於星期一至五上午7時至下午6時、以及星期六、日及公眾假期中午12時至下午6時實施，以針對繁忙時間的交通堵塞問題，並為倫敦市的交通基建提供資金。倫敦也成為歐洲首次對汽車進入市中心課稅的城市。
倫敦交通擁擠稅收費區是世界最大的擁擠稅收費區。擁擠稅除了有助減少倫敦市中心的車流量，亦減少空氣及噪音污染、為倫敦公共交通發展籌集資金。
倫敦交通擁擠稅的標準收費為15英鎊。倫敦交通擁擠稅收費並不於聖誕節至翌年新年期間（每年12月25日至翌年1月1日，聖誕節當日及新年日均包括在內）實施。
超低排放區收費（Ultra Low Emission Charge）標準為12.5英鎊。超低排放區收費全日24小時實施，聖誕節全日（每年12月25日）除外。超低排放區收費目前只向轎車、小型客貨車、電單車和其他輕型車輛實施。
低排放區收費只向貨車、超過3.5噸的重型車輛、巴士、小巴及超過5噸的遊覽車實施，收費因車種而有所不同。

## 背景
交通擁擠費在世界各地已有構思。早於1970年代新加坡就開始在繁忙時段，對使用者收取一定費用。政策的本質，是利用供需機制，限制城市道路高峰期的车流密度，以缓解城市之交通拥挤。
2003年肯·利文斯通出任倫敦市長，在管理伦敦交通问题时候，开始对市中心的车辆征收“道路拥堵费”，大大地改善伦敦市的交通问题。倫敦交通擁擠稅於同年2月17日起實施。當時的收費區為倫敦內環路以內的區域，因此覆蓋了整個倫敦市和西區。
2007年2月至2011年1月4日，倫敦交通擁擠稅收費區曾向西延伸至諾丁丘、肯辛頓和車路士一帶。
2013年7月，大倫敦政府收緊了豁免車輛的排放標準。標準收緊後，獲豁免倫敦交通擁擠稅的車輛包括全電動車、部分插電式混合動力車以及任何排放75克/公斤或以下二氧化碳、符合歐盟5期汽車廢氣排放標準的車輛。
2019年4月，大倫敦政府引入了超低排放區（Ultra Low Emission Zone），並每日二十四小時向駛進區內、不符合排放標準的車輛收費。收費車輛包括：歐盟4期（或以下）的汽油車輛、歐盟6期（或以下）的柴油及大型車輛。2021年10月，超低排放區擴展至倫敦北環路和南環路以內的內倫敦地區。超低排放區收費取代了之前向歐盟4期以下車輛徵收的「毒性費」（Toxicity Charge / T-charge）。
2020年3月23日至5月18日，倫敦交通擁擠稅收費曾因2019冠狀病毒病疫情而短暫停止實施，以方便相關醫務人員於倫敦市中心流動。
2021年起，倫敦交通擁擠稅的豁免車輛只包括全電動車及氫能車。此項豁免只會延續至2025年12月25日。
倫敦交通擁擠稅及超低排放區主要透過自動車牌辨識執行收費。在倫敦交通擁擠稅實施的頭十年間（2003年2月17日至2013年12月31日），擁擠稅為倫敦交通局帶來的總收入達到約26億英鎊。由2003至2013年，約12億英鎊被用作發展倫敦公共交通系統、改善橋樑及道路設施、發展行人道及單車道系統，其中9.6億被用作改善倫敦巴士的網絡。

## 具體內容

### 收費區邊界
倫敦交通擁擠稅收費區的主要邊界道路（由收費區最北端順時針排列）為：本頓維爾路、城市路（City Road）、老街、商業街（Commercial Street）、曼塞爾街（Mansell Street）、塔橋路（Tower Bridge Road）、新肯特路（New Kent Road）、象堡、肯寧頓里（Kennington Lane）、沃克斯霍爾橋路（Vauxhall Bridge Road）、公園徑、埃奇威爾路、馬里波恩路和尤斯頓路。收費區入口均設有標示，協助司機辨認收費區範圍。
超低排放區位於倫敦北環路和南環路以內地區，並將於2023年擴展至整個大倫敦。
低排放區則位於整個大倫敦。

### 收費
| 日期      | 收費   | 上升幅度 |
| --------- | ------ | -------- |
| 2003年2月 | £5     | –        |
| 2005年7月 | £8     | 60%      |
| 2011年1月 | £10    | 25%      |
| 2014年6月 | £11.50 | 15%      |
| 2020年6月 | £15.00 | 30.5%    |

交通擁擠稅的收費時段為星期一至五早上7時至晚上6時，週末中午12時至6時，徵稅對象為普通汽車，但計程車、警車、消防車、救護車不須收費。現時普通車輛須繳納15英鎊的費用，但電動車及氫能車等零排放車輛可獲豁免收費至2025年12月。
交通擁擠稅收費並不於聖誕節至翌年新年期間（每年12月25日至翌年1月1日，聖誕節當日及新年日均包括在內）實施。
超低排放區 / 低排放區收費為每日24小時實施，因此如相關車輛進出超低排放區的時間橫跨兩日，車主就要繳交兩日的款項。超低排放區收費只不於聖誕節當日（每年12月25日）實施，低排放區收費則全年實施。
超低排放區收費只不向總重量多於3.5噸的貨車 / 大型貨車 / 重型車輛以及重量多於5噸的小巴 / 巴士 / 遊覽車實施。另一方面，低排放區收費只向貨車、載貨前重量超過1.205噸的重型車輛、巴士、小巴及超過5噸的遊覽車實施。因此，部分車種需要同時支付超低排放區收費及低排放區收費（如載貨前重量超過1.205噸、但總重量少於3.5噸的重型車輛）。
如車主預先繳費，或於進入收費區後第3日（進入當日為第1日）午夜12點前繳費，超低排放區收費標準為12.5英鎊。
低排放區收費因車種而有所不同：
- 貨車、載貨前重量超過1.205噸但總重量少於3.5噸的重型車輛、重量少於5噸的小巴如不符合歐盟3期標準，低排放區每日收費為100英鎊。
- 貨車、大型貨車、其他超過3.5噸的柴油車輛，以及巴士、小巴及超過5噸的遊覽車如不符合歐盟6期標準，但符合4期標準，低排放區每日收費為100英鎊；如不符合歐盟4期標準，低排放區每日收費為300英鎊。

### 繳費及罰款
不論是擁擠稅或超低排放區收費，車主均可透過自動收費系統（Auto Pay）繳費，或於倫敦交通局的網站繳費。如車主使用自動收費系統，系統會每個月紀錄車輛進入收費區的日數，並自動由車主的扣賬卡或信用卡戶口扣除當月稅項總額。自動收費系統設有每年10英鎊的登記費。於倫敦交通局網站繳費的車主，最早可於90日前預先付款。
倫敦交通擁擠稅的標準收費（預先付款或於進入收費區當日午夜12點前）為15英鎊。不獲豁免、並未於進入擁擠稅收費區當日午夜12點前繳清稅項的車輛，其擁擠稅會上升至17.5英鎊。如車主於車輛進入超低排放區 / 低排放區後第3日（進入當日為第1日）午夜12點前繳費，收費仍是與原價格相同。
不論是擁擠稅收費區或超低排放區，如進入區域後第三日（進入當日為第一日）午夜前仍未繳費，倫敦交通局會向相關車主發出罰款通知書（Penalty Charge Notice）。車主可於28日內繳交罰款，或於網上 / 書面向倫敦交通局提出挑戰。
如車主於收到罰款通知書後14日內繳交罰款，所罰款項為80英鎊。如車主於收到罰款通知書後第15至第28日內繳交罰款，所罰款項為160英鎊。如車主於收到罰款通知書後28日內仍未繳清罰款或提出挑戰，倫敦交通局會向車主發出款項證明（Charge Certificate），應繳罰款將會增加至240英鎊。
如車主於收到款項證明後14日內未繳交罰款，倫敦交通局將會於交通執法中心（Traffic Enforcement Centre）登記該筆罰款為未繳清債務，並設有未繳清債務登記費（登記費以每張罰款通知書計算），罰款總金額會隨未繳清債務登記費與日俱增。倫敦交通局同時會向車主發出復原指令（Order of Recovery），車主可於收到復原指令21日內繳清罰款。

### 退款
國民保健署病人、國民保健署職員（包括暫代及中介職員）和收費區內的護理院員工如符合資格，可申請擁擠稅退款。相關人士並不能向倫敦交通局直接申請退款，而是必須向所屬醫療 / 護理機構申請退款。進入收費區後才繳交（包括當日）的擁擠稅均不可退款。
國民保健署病人需被證實病況嚴重至無法使用公共交通工具，或被診斷為帶有中度及高度2019冠狀病毒病風險，才符合資格申請退款。符合資格的病人可同時向醫療機構申請超低排放區收費和擁擠稅退款。

### 折扣
符合相關資格的人士可向倫敦交通局申請擁擠稅折扣。在申請獲批前，申請者均需繳納正常稅額。所有折扣均不適用於超低排放區收費。申請者需要每年繳付10英鎊的登記費。
於交通擁擠稅收費區以內居住、使用自動繳費系統的居民可向倫敦交通局申請折扣以減免90%的擁擠稅。申請者必須年滿17歲、為國會或當地議會已登記選民、主要或永久於收費區內的登記住址居住，而該住址亦必須只作居住用途。

### 豁免
九座或以上的車輛、機動三輪車、道路救援車輛可申請擁擠稅豁免。此外，歐洲經濟區內獲BS EN ISO9001:2008 認證的車輛拆解機構和藍證（Blue Badge，為殘疾人士泊車證）持有人使用的車輛亦可申請擁擠稅豁免。藍證持有人最多可為兩架車申請豁免。
全電動車及氫能車亦可申請擁擠稅豁免，但豁免只會持續至2025年12月25日。申請者需每年向倫敦交通局申請擁擠稅豁免，申請費用為10英鎊。
符合歐盟4期排放標準的汽油車輛、符合歐盟6期排放標準的柴油車輛，可申請超低排放區收費豁免。

## 註腳
1. ↑  . 人民網. 2002-02-23  [2012-01-25]. （原始内容存档于2016-03-04）.
2. ↑  Edwards, Tom. . BBC News. 5 April 2019  [2022-11-16]. （原始内容存档于2022-11-16）.
3. ↑  . 8 March 2022  [2022-11-16]. （原始内容存档于2022-11-24）.
4. ↑  Evans, Reg.  (PDF). Transport for London. September 2008  [15 February 2015]. （原始内容存档 (PDF)于2015-03-17）.
5. ↑  . The Guardian. Press Association. 28 May 2014  [15 February 2015]. （原始内容存档于2022-11-16）.
6. ↑  . 倫敦交通局.   [2022-10-05]. （原始内容存档于2023-02-14） （英语）.
7. ↑  Tristan Shale-Hester. . AutoExpress. 2021-12-16  [2022-10-05]. （原始内容存档于2023-02-17） （英语）.
8. ↑  . 倫敦交通局.   [27 July 2020]. （原始内容存档于2023-02-19）.
9. ↑  . 倫敦交通局.   [27 July 2020]. （原始内容存档于2014-07-29）.
10. ↑  . Transport for London.   [2020-07-27]. （原始内容存档于2023-01-31） （英国英语）.
11. 1 2  . Congestion Charging. Transport for London.   [18 April 2015]. （原始内容存档于18 April 2015）. Click on "Residents' discount" for details.

## 外部連結
- （简体中文）英国伦敦将征收交通拥挤税：汽车进城得交钱 （页面存档备份，存于）
- （英文）倫敦交通擁擠費官方網站